# Janesville, Wisconsin
Janesville är en stad i södra Wisconsin, USA. Staden är administrativ huvudort (county seat) i Rock County. Janesville har cirka 59 500 invånare (2000).

## Kända personer från Janesville
- James Budd, politiker
- Russ Feingold, politiker
- Richard Lees, flygpionjär
- Walter Lees, flygpionjär
- Paul Ryan, politiker, representanthusets talman 2015–2019
- Bryan Steil, politiker